# Crocosmia masoniorum
Espèce
Classification phylogénétique
Crocosmia masoniorum (syn. Tritonia masoniorum L.Bolus), communément appelé montbretia géant, est une espèce de plante à fleurs du genre Crocosmia, originaire des provinces du Cap oriental en Afrique du Sud. Cette plante remporté le prix Garden Merit (Prix du Jardin méritant) de la Royal Horticultural Society.